# Lampeholmen

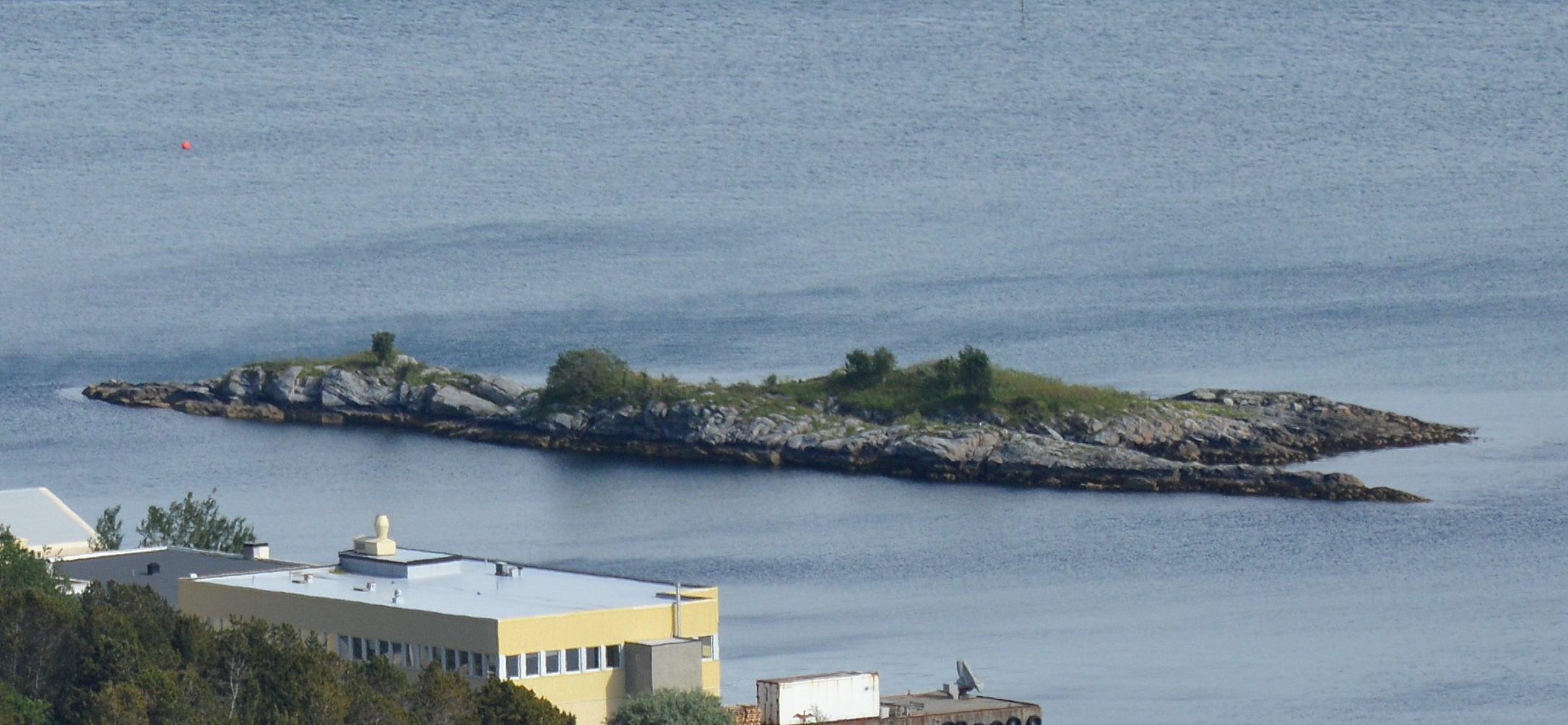
Lampeholmen, Blick vom Berg Aksla aus nordwestlicher Richtung

Lampeholmen ist eine unbewohnte Schäreninsel im Aspevågen in Norwegen und gehört zur Gemeinde Ålesund in der norwegischen Provinz Møre og Romsdal.
Sie liegt im Bereich des Hafens von Ålesund unmittelbar südlich der Insel Nørvøy. Weiter westlich liegen Bålholmen und Skrivaren.
Die felsige Insel hat eine West-Ost-Ausdehnung von etwa 140 Metern bei einer Breite von bis ungefähr 50 Metern. Sie erreicht eine Höhe von bis zu vier Metern, ist karg und nur wenig bewachsen. Etwa in der Mitte der Insel verläuft in West-Ost-Richtung ein Einschnitt, der die Insel fast vollständig in einen nördlichen und einen südlichen Teil trennt.